# Vachdorf
Vachdorf település Németországban, azon belül Türingiában. Lakosainak száma 741 fő (2023. december 31.).

## Népesség
A település népességének változása:
| Lakosok száma | 769  | 763  | 741  | 744  | 741  |
|               | 2017 | 2019 | 2021 | 2022 | 2023 |